# Mercedes-Benz SLS AMG
O Mercedes-Benz SLS AMG (C197/R197) é um gran turismo de motor central-dianteiro produzido pela Mercedes-Benz entre 2010 e 2014. Foi lançado em janeiro de 2010 para substituir o Mercedes-Benz SLR McLaren, sendo considerado pela marca como um "sucessor espiritual" do antigo 300 SL (adotando as famosas portas "asa-de-gaivota").  

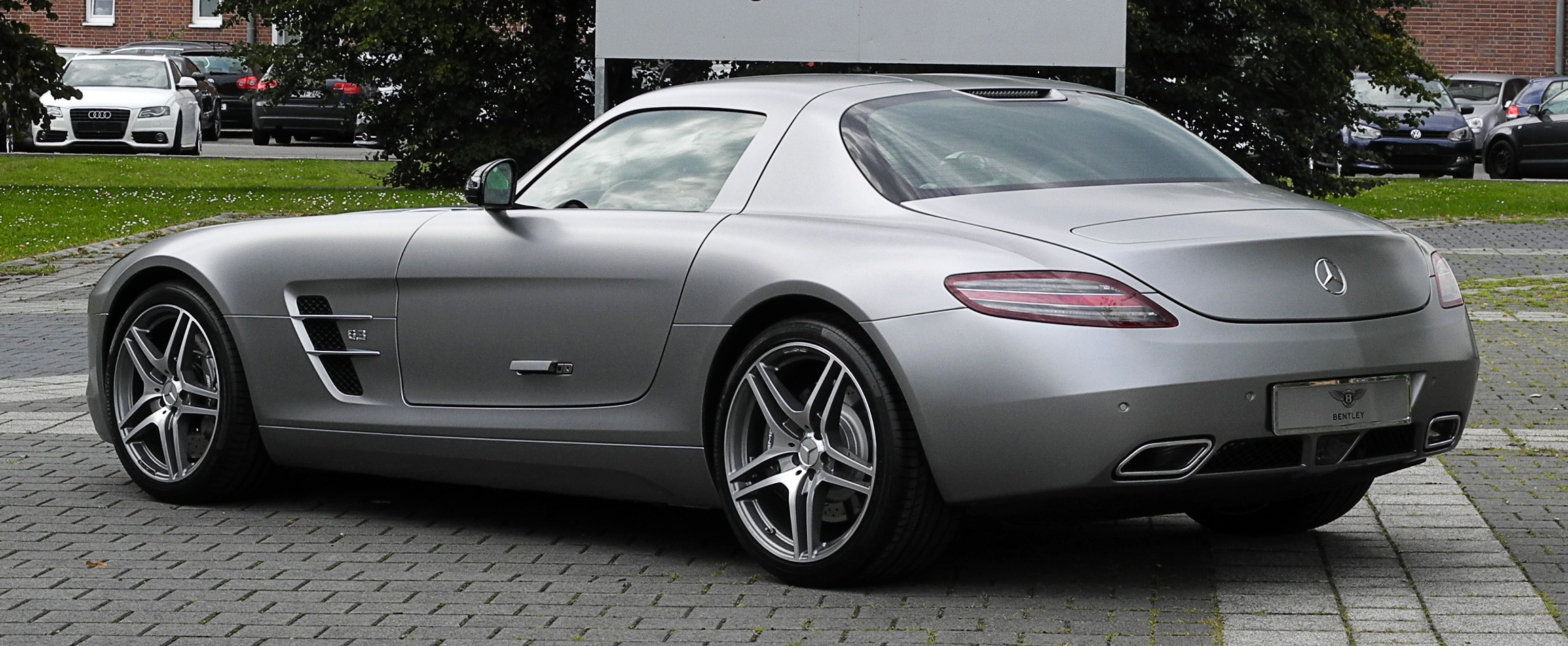
Vista de trás

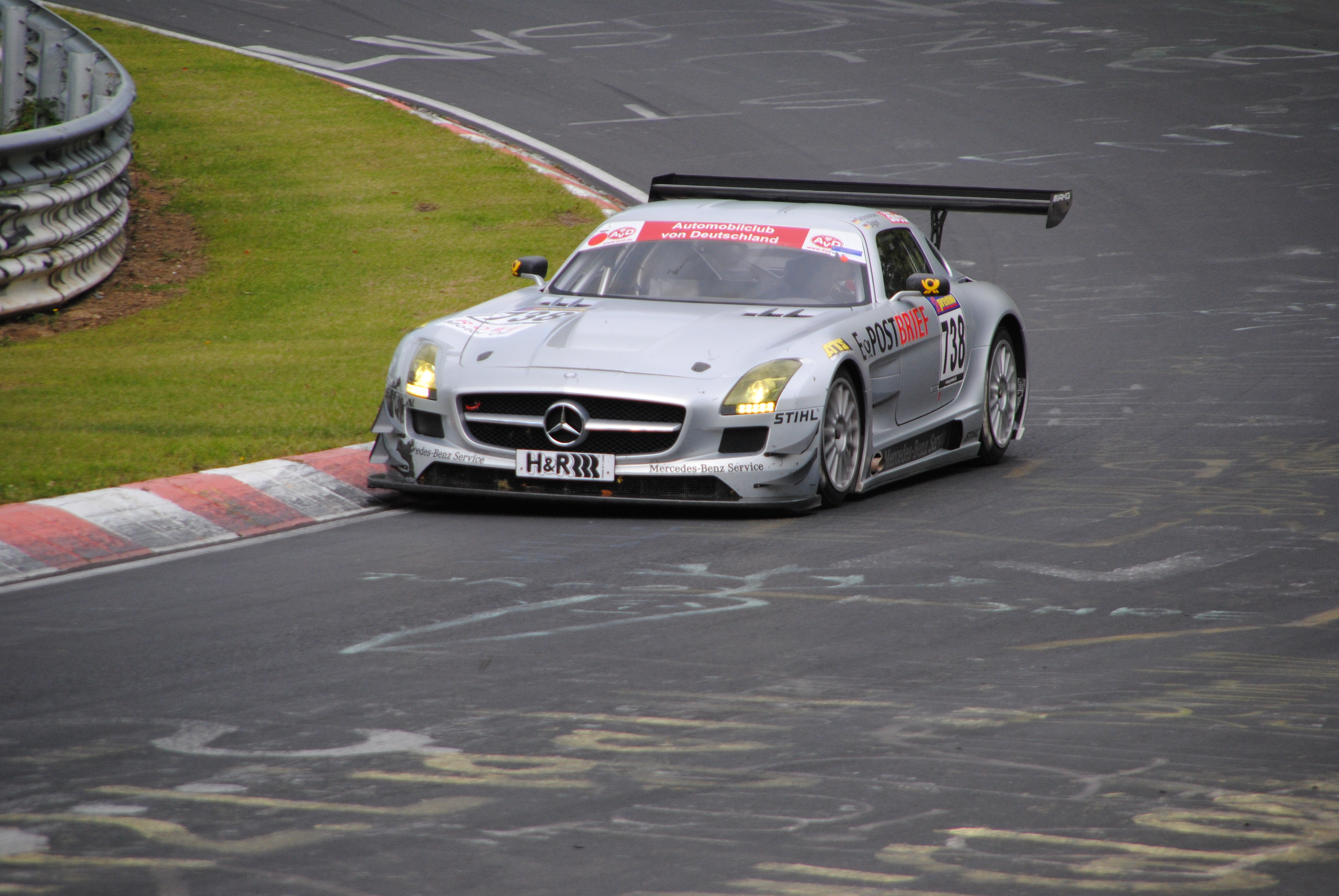
GT3 em Nürburgring

 Desde 2010 até 2014, o SLS AMG e suas variantes tem sido usados como Safety Car na Fórmula 1. Em 2015 foram substituídos pelos Mercedes-AMG GT S (C 190).

## Fabricação e vendas

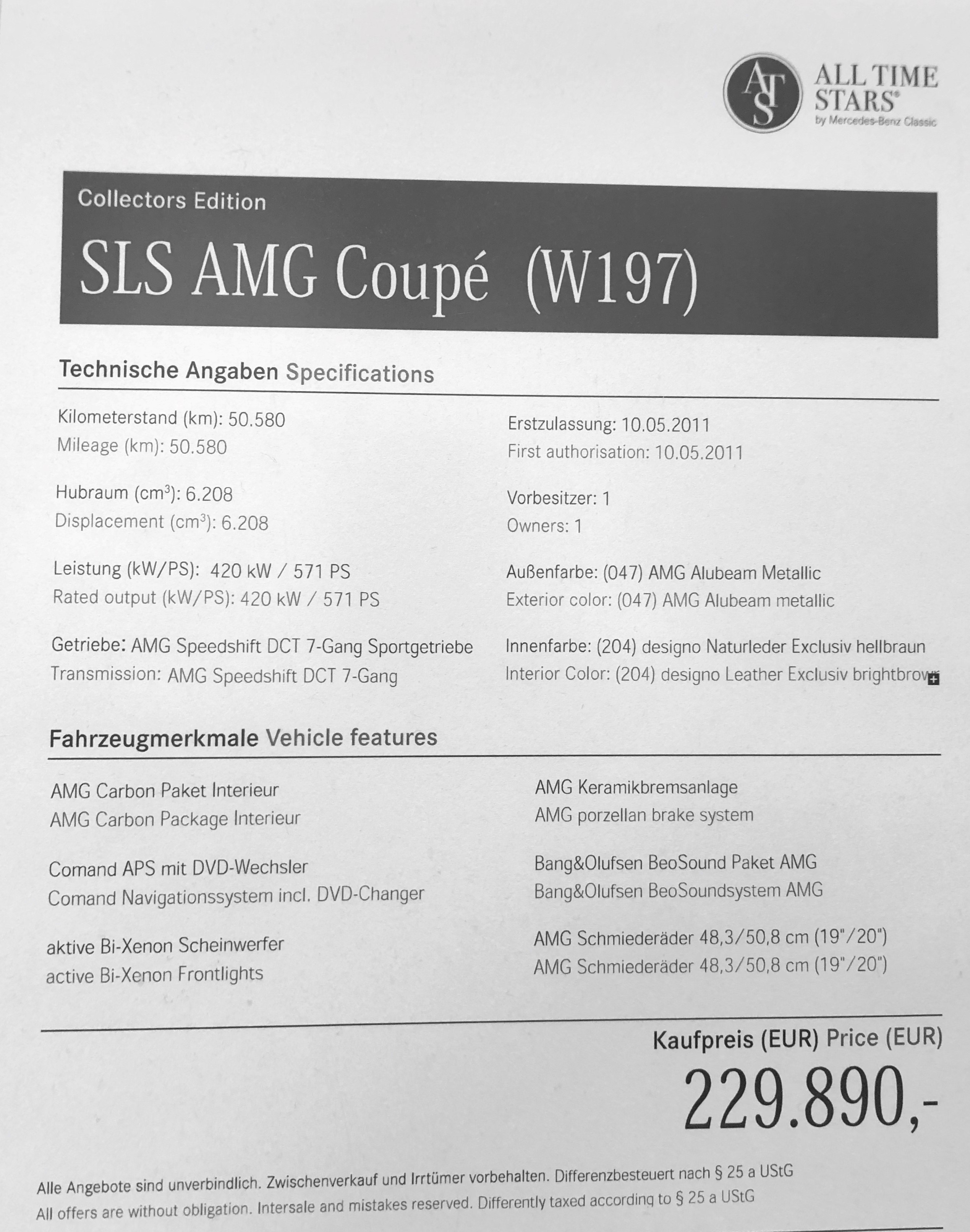
Exemplar do SLS AMG à venda no Mercedes-Benz Museum, em Stuttgart/Alemanha, em 17set2019

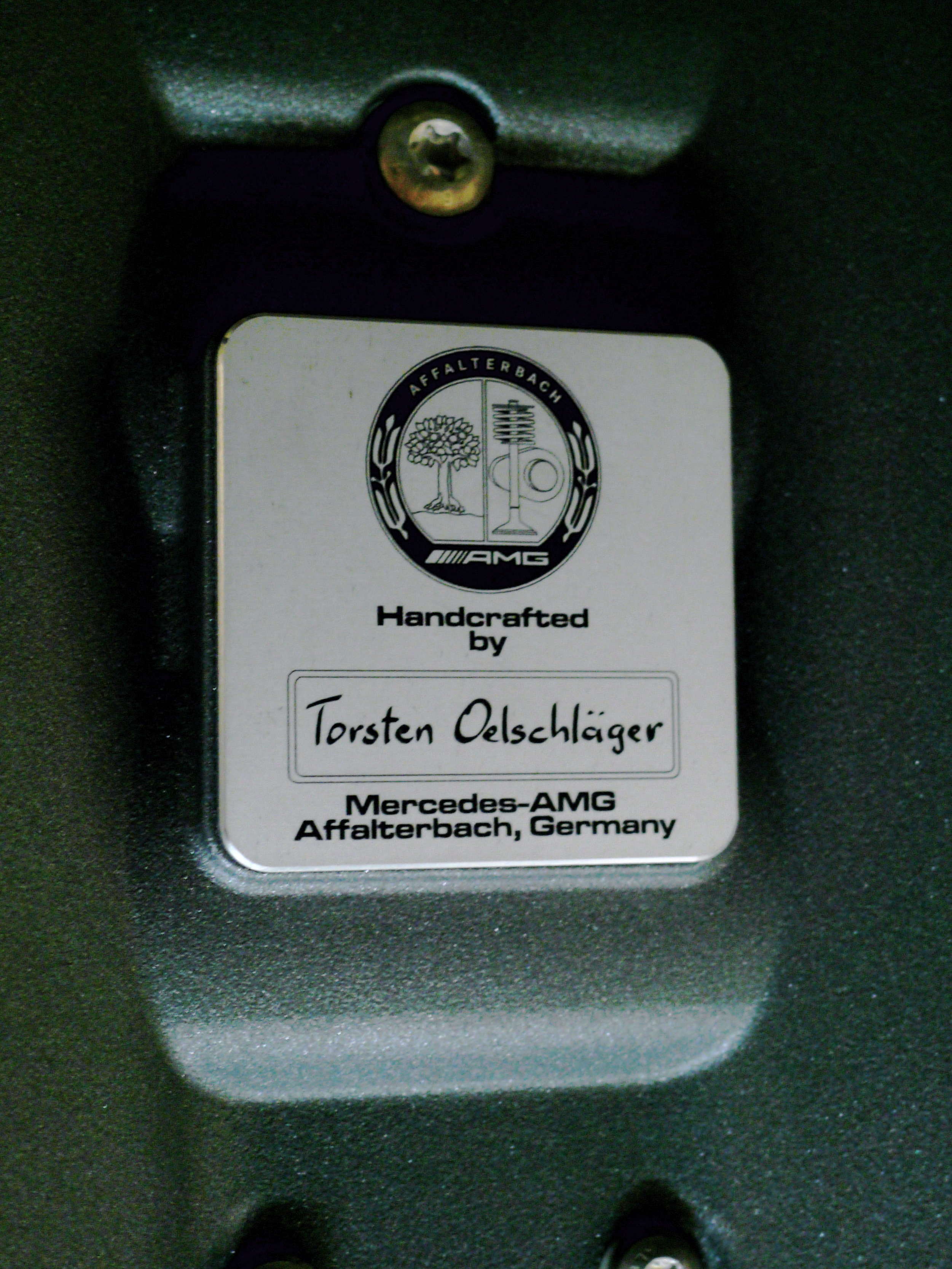
O autógrafo é de Torsten Oelschläger, um dos engenheiros responsáveis pela montagem dos motores dos SLS AMG em Affalterbach

Entre 2010 e 2014, aproximadamente 19.800 unidades foram produzidas na unidade AMG em Sindelfingen. Apenas 151 exemplares foram exportados para o Brasil. Seus proprietários puderam escolher as cores externa e do acabamento interno, rodas/pneus e o volante.
Todos os SLS AMG trazem no motor o autógrafo do engenheiro responsável pela sua montagem.
Em setembro de 2019, no Mercedes-Benz Museum (Stuttgart) havia um exemplar do G63 SLS 2011, com 50.580 km rodados, cupê, à venda por 220.890 Euro, a indicar que a versão moderna do lendário Asa de Gaivota ("Gullwing") tende a se tornar um clássico.

## Especificações técnicas
Especificações técnicas do SLS Cupê (W197)
Motor: V8 frontal, baseado no 6.2 litros da AMG, duplo comando de válvulas e possui inovações como o sistema de carter à seco e uma potência ainda mais elevada.
Potência 571 HP
Aceleração: 0/100 km/h em 3.8"
Velocidade máxima: 317 km/h, limitada eletronicamente
Câmbio AMG Speedshift DCT 7G-Tronic de 7 marchas (4 programas e modo RACE Start)_Bloqueio de diferencial _Trocas de marchas mais rápidas (mesmo nível modelos Ferrari) _AMG Drive-Unit com diferentes programas de condução
Sistema de freios AMG de alta performance de cerâmica
Peso do chassi: 350 kg_Peso EC (kg) 1.620_Peso máximo (kg) 1.935
Dimensões: Entre-eixos (mm) 2.680_Comprimento (mm) 4.638_Largura (mm) 1.939_Altura (mm) 1.286_Ângula de viragem (m) 11,9
Grande ângulo de abertura (70º) • Distância de 1,5 m entre a porta e o chão • Abertura de 1,08 m entre a porta aberta e a soleira das portas • Baixa altura de embarque (45 cm de distância entre o solo e as soleiras). Quando abertas, as portas expandem lateralmente 36,3 cm e, portanto, necessitam de menos espaço do que as portas convencionais. A altura máxima dos carros é de 1,95 m com as portas abertas e assim eles podem ser abertos com facilidade em uma garagem normal.